# Нова Гжибовщизна
Нова Гжибовщизна (пол. Nowa Grzybowszczyzna) — село в Польщі, у гміні Кринки Сокульського повіту Підляського воєводства.
Населення — 11 осіб (2011).
У 1975—1998 роках село належало до Білостоцького воєводства.

## Демографія
Демографічна структура станом на 31 березня 2011 року:
|          | Загалом | Допрацездатний вік | Працездатний вік | Постпрацездатний вік |
| -------- | ------- | ------------------ | ---------------- | -------------------- |
| Чоловіки | 7       | 0                  | 5                | 2                    |
| Жінки    | 4       | 0                  | 0                | 4                    |
| Разом    | 11      | 0                  | 5                | 6                    |